# Asia Carrera
Asia Carrera (Nueva York, 6 de agosto de 1973) es una actriz pornográfica estadounidense retirada.

## Biografía
De padre japonés y madre alemana, obtuvo galardones académicos desde temprana edad, se adentró en la música y a los trece años interpretó en piano a Johann Sebastian Bach en el escenario del Carnegie Hall.
Abandonó el hogar familiar a los diecisiete años y, para poder pagarse los estudios universitarios, comenzó como estríper. Tras conocer lo que ganaban algunas mujeres en la industria para adultos, se trasladó a Los Ángeles para rodar porno.
Fue ahí donde conocería a Bud Lee, con quien tras una relación contrajo matrimonio. A lo largo de su carrera, Asia, que tomó su nombre artístico inspirada en su la también actriz Tia Carrere y de sus orígenes de ese continente. Como actriz ha grabado más de quinientas películas.
Tras separarse de Lee, contrajo matrimonio el 19 de diciembre de 2003 con el nutricionista deportivo Don Lemmon, lo cual la llevó a retirarse de la industria del cine para adultos. De este matrimonio tuvo dos hijos, Catalina y Devin. Su segundo hijo nació poco después de que su marido falleciese en un accidente de automóvil el 10 de junio de 2006.
Asia Carrera es miembro de Mensa, la asociación de personas con alto cociente intelectual con un CI de 156.

## Vida personal
Carrera es atea. En noviembre de 2014, usó un colador en la cabeza para su fotografía de licencia de conducir de Utah. La ley estatal normalmente prohíbe el uso de sombreros en las fotos de la licencia de conducir, pero existe una excepción para los sombreros religiosos y el colador de Carrera se usó en honor a la religión del Monstruo de Espagueti Volador.
En 2015, fue arrestada por conducir bajo los efectos del alcohol con «un contenido de alcohol en sangre reportado de 0,254 por ciento, más de tres veces el límite legal de 0,08 de Utah». Se declaró culpable a cambio de evitar la cárcel y fue sentenciada a arresto domiciliario.
Ese mismo año, comenzó sus estudios en la Universidad Tecnológica de Utah, donde se le unió dos años más tarde su hija de once años. En ese momento, la hija de Carrera era la estudiante más joven en asistir a aquella universidad, y la estudiante universitaria de tiempo completo más joven en el estado de Utah.
Carrera tiene una Licenciatura en Ciencias en Psicología, una Maestría en Educación de la Universidad de Texas A&M y un Doctorado en Derecho de la Facultad de Derecho de la Universidad St. Mary's.

## Premios
- 2000 Premios AVN - Mejor escena de sexo
- 1995 Premios AVN - Actriz del año
- 2001 AVN - Hall of Fame